# Wilhelm von Wolff (General)
Joseph Ferdinand Wilhelm Wolff, seit 1882 von Wolff (* 28. November 1826 in Karlsruhe; † 26. Dezember 1913 ebenda), war ein preußischer Generalmajor.

## Leben

### Herkunft
Wilhelm war ein Sohn des badischen Oberst Ferninand Wolff (1791–1861) und dessen Ehefrau Wilhelmine, geborene Zandt († 1863).

### Militärkarriere
Nach dem Besuch des Lyzeums und des Polytechnikums in seiner Heimatstadt trat Wolff am 1. April 1843 als Musketier in das Leib-Infanterie-Regiment der Badischen Armee ein. Er avancierte drei Jahre später zum Leutnant und nahm 1848 zunächst am Feldzug in Schleswig-Holstein sowie anschließend bei der Niederschlagung der Badischen Revolution am Gefecht bei Kandern und der Belagerung von Rastatt teil. Anfang Juni 1849 wurde Wolff kurzzeitig dem preußischen 34. Infanterie-Regiment (2. Reserve-Regiment) aggregiert, war dann Etappenkommandant in Muggensturm und kam Mitte August 1849 zum Infanteriedepot Nr. 1. Nach einer einmonatigen Kommandierung zur Übernahme der von der Schweiz zurückgelieferten Waffen der Aufständischen in das Oberland wurde Wolff Anfang März 1850 in das 3. Infanterie-Bataillon versetzt, aus dem sich das 3. Infanterie-Regiment formierte. Als Oberleutnant war er von November 1852 bis Juli 1854 Adjutant des II. Bataillons, stieg anschließend zum Regimentsadjutanten auf und war zugleich Garnisonsadjutant in Mannheim. Am 8. Februar 1855 folgte mit der Ernennung zum Adjutanten seine Versetzung in den Stab der 1. Infanterie-Brigade. Wolff kehrte am 3. November 1858 in das 3. Infanterie-Regiment zurück und wurde Mitte Januar 1859 in das 2. Infanterie-Regiment „Prinz von Preußen“ versetzt. Unter Beförderung zum Hauptmann schloss sich Ende Februar 1859 eine Verwendung im 3. Füsilier-Bataillon an, aus dem sich das 5. Infanterie-Regiment formierte. Als Chef der 1. Kompanie nahm Wolff 1866 während des Krieges gegen Preußen an den Gefechten bei Hundheim, Werbach und Gerchsheim teil.
Nach dem verlorenen Krieg war Wolff zu Ausbildungszwecken von Mai bis August 1867 zum 2. Garde-Regiment zu Fuß nach Berlin kommandiert. Er avancierte Ende Oktober 1867 zum Major, war von März bis November 1868 Kommandeur des I. Bataillons und wurde anschließend als Kommandeur des Füsilier-Bataillons in das 2. Infanterie-Regiment „König von Preußen“ versetzt. Im Krieg gegen Frankreich führte Wolff 1870/71 sein Bataillon bei Wörth, Schiltigheim, Brouvelieures, Villars, Pasques und Nuits sowie vor Straßburg und Belfort. Für sein Wirken erhielt er beide Klassen des Eisernen Kreuzes und das Ritterkreuz des Militär-Karl-Friedrich-Verdienstordens.
Nach dem Friedensschluss wurde Wolff mit Abschluss der Militärkonvention am 15. Juli 1871 in den Verband der Preußischen Armee übernommen und avancierte im März 1873 zum Oberstleutnant. Unter Stellung à la suite beauftragte man Wolff am 13. April 1875 zunächst mit der Führung des 7. Rheinischen Infanterie-Regiment Nr. 69 und ernannte ihn am 22. Juli 1875 zum Regimentskommandeur. In dieser Stellung stieg er Ende März 1876 zum Oberst auf und wurde ein Jahr später durch Großherzog Friedrich I. mit dem Komturkreuz II. Klasse des Ordens vom Zähringer Löwen II. Klasse mit Schwertern beliehen. Obwohl für eine Verwendung als Brigadekommandeur vorgesehen, nahm Wolff mit dem Charakter als Generalmajor am 12. Juni 1880 seinen Abschied mit Pension und wurde zwei Monate später mit seiner Pension zur Disposition gestellt. Nach seiner Verabschiedung erhielt er Anfang August 1882 den Roten Adlerorden II. Klasse mit Eichenlaub und wurde am 9. November 1882 durch Großherzog Friedrich I. in den erblichen badischen Adelsstand erhoben, der Mitte Dezember 1882 die preußische Anerkennung erfuhr. Zudem wurde ihm am 17. April 1896 der Kronen-Orden II. Klasse mit Stern verliehen.

### Familie
Wolff verheiratete sich am 18. November 1854 in Mannheim mit Johanna Bertheau (1835–1909). Aus der Ehe ging die Tochter Marie (1855–1890) sowie der Sohn Wilhelm (1858–1939) hervor, der zu Beginn des Ersten Weltkriegs als Oberstleutnant z.D. Chef des Generalstabes der Armeeabteilung B war.